# Austin Clarke (romancier)
Pour les articles homonymes, voir Austin Clarke et Clarke.
Œuvres principales
The Polished Hoe
Austin Ardinel Chesterfield Clarke, CM, OOnt, né le 26 juillet 1934 à Saint James à la Barbade et mort le 26 juin 2016 à Toronto (Ontario) à 81 ans, est un écrivain canadien.

## Biographie
Austin Clarke obtient le Prix Giller en 2002 le Commonwealth Writers' Prize (en) en 2003 pour The Polished Hoe.
Ses œuvres ne sont pas traduites en français.

## Publications

### Nouvelles
- The Survivors of the Crossing, Toronto, McClelland & Stewart, 1964
- Amongst Thistles and Thorns, Toronto, McClelland & Stewart, 1965
- The Meeting Point, Toronto, Macmillan, 1967 ; Boston, Little, Brown, 1972
- Storm of Fortune, Boston, Little, Brown, 1973
- The Bigger Light, Boston, Little, Brown, 1975
- The Prime Minister, Don Mills, Ontario, General Publishing, 1977
- Proud Empires, Londres, Gollancz, 1986 ; Penguin-Viking, 1988
- The Origin of Waves, McClelland & Stewart, 1997 ; Rogers Writers' Trust Fiction Prize
- The Question, Toronto, McClelland & Stewart, 1999 ; 2000 Governor General's Awards
- The Polished Hoe, Toronto, Thomas Allen, 2002 ; Giller Prize et Commonwealth Writers' Prize
- More, City of Toronto Book Award 2008.

### Collections d'histoire courtes
- When He Was Free and Young and He Used to Wear Silks, Toronto, Anansi, 1971 ; édition révisée Little, Brown, 1973
- When Women Rule, Toronto, McClelland & Stewart, 1985
- Nine Men Who Laughed, Toronto, McClelland & Stewart, 1986
- In This City, Toronto, Exile Editions, 1992
- There Are No Elders, Toronto, Exile Editions, 1993
- The Austin Clarke Reader, éd. Barry Callaghan, Toronto, Exile Editions, 1996
- Choosing His Coffin: The Best Stories of Austin Clarke, Toronto, Thomas Allen, 2003
- They Never Told Me: and Other Stories, Holstein, Exile Editions, 2013.

### Poésie
- Where the Sun Shines Best, Toronto[2]
- In Your Crib, Toronto[3].

### Mémoires
- Growing Up Stupid Under the Union Jack: a Memoir, Toronto, McClelland & Stewart, 1980
- Public Enemies: Police Violence and Black Youth, Toronto, HarperCollins, 1992
- A Passage Back Home: A Personal Reminiscence of Samuel Selvon, Toronto, Exile Editions, 1994
- Pigtails 'n Breadfruit: A Culinary Memoir, New Press, 1999 ; as Pigtails 'n' Breadfruit: The Rituals of Slave Food, A Barbadian Memoir, Toronto, Random House, 1999 ; University of Toronto Press, 2001
- « A Stranger In A Strange Land », The Globe and Mail, Toronto, 15 août 1990, p. 30.
- Membering, Toronto, Dundurn Press, 2015[4]